# 三方王
三方王（みかたおう、生没年不詳）は、奈良時代の皇族。名は御方王・三形王とも記される。舎人親王の孫か。官位は従四位下・備前守。

## 経歴
聖武朝末の天平感宝元年（749年）無位から従五位下に直叙される。天平宝字3年（759年）淳仁天皇の父である舎人親王に崇道盡敬皇帝の尊号が贈られた際、一挙に四階昇進して従四位下に叙せられていることから、舎人親王の孫として二世王待遇となったと想定される。
その後、天平宝字8年（764年）藤原仲麻呂の乱終結後の淳仁天皇の廃位に伴ったものか、位階を剥奪されて無位となる。
宝亀3年（772年）正月に宗形王や山辺笠ら他の舎人親王の孫とともに再び従五位下に叙せられ、同年8月には淡路国へ派遣されて淳仁天皇の改葬を行っている。その後、宝亀5年（774年）従五位上、宝亀8年（777年）正五位下と、光仁朝で順調に昇進し、宝亀10年（779年）には従四位下まで復位を果たす。
しかし、天応2年（782年）閏正月に発生した氷上川継の乱では氷上川継に与したとして日向介に左遷され、同年3月には妻の弓削女王や山上船主と共謀して桓武天皇を呪詛した罪により、弓削女王とともに日向国への流罪となった。

## 人物
三方王の邸宅で宴を催した際に大伴家持が読んだ和歌2首が『万葉集』に残っており、家持との親交がうかがわれる。また、三方王自身も和歌作品が『万葉集』に2首採録されている万葉歌人である。

## 官歴
注記のないものは『続日本紀』による。
- 天平感宝元年（749年） 4月14日：従五位下（直叙）
- 天平勝宝9歳（757年）以前：大監物[4]
- 天平宝字3年（759年） 6月16日：従四位下
- 天平宝字8年（764年）？：位階剥奪
- 宝亀3年（772年） 正月3日：従五位下
- 宝亀5年（774年） 正月7日：従五位上。3月5日：備前守
- 宝亀8年（777年） 正月7日：正五位下
- 宝亀10年（779年） 正月23日：従四位下
- 天応2年（782年） 閏正月18日：日向介。3月26日：日向国への流罪